# Gropșani, Olt
Gropșani este un sat în comuna Vulpeni din județul Olt, Oltenia, România.

## Istoric
Localitatea Gropșani este situată în partea de nord – vest a județului, la o distanță de 40 km de orașul Slatina și 15 km de orașul Balș.
Ultimele cercetări arheologice au descoperit prin săpăturile de la Olari, o așezare dacică, încă din secolele II – I î. Hr., din vremea lui Burebista, iar prin cele de la Gurgota, se dovedește continuitatea populației autohtone, din secolul II până în secolul XIV și după trecerea popoarelor migratoare
Gropșani este menționat pentru prima dată documentar în 1520, când Neagoe Basarab întărește Mitropoliei de la Tîrgoviște,  satul Gropșani ce-i fusese dăruit de Mircea Postelnicu.
Din diferite documente reiese că în locul numit astăzi Valea Bisericii a existat un sat care a dispărut probabil după războiul ruso–turc din 1668. Locuitorii fiind înconjurați de turci, o parte din ei au fost omorâți, alții de frică s-au aruncat în fântâni, iar o mică parte a scăpat punând bazele actualei așezări.
Localitatea Gropșani se regăsește și pe harta unui mare învățat german( apărută în 1778), geograful Bauer, care a cunoscut Oltenia în timpul ocupației austriece.  
Viața oamenilor s-a dezvoltat în această parte la poalele pădurilor cu preocupări agricole și mai ales cu grija pentru animale.
Situația geografică, demografică și culturală a localității Gropșani este consemnată în Marele Dicționar Geografic al României din 1898. Sunt înfățișate aici aspecte concludente privind economia la sfârșitul secolului al XIX- lea între anii 1880 – 1890. Printre altele se consemnează faptul că Gropșani este o localitate rurală compusă din Gropșanii din Față sau de Sus, Gropșanii de Jos sau din Dos, Horezul Vechi, Mardale, Dosul Sandei ( este așezat la poalele dealului Murgaș de lângă Gemărtălui.
Din totalul de 1583 de locuitori, 832 erau bărbați și carte știau 77. Exista o școală la care învățau 103 copii cu un singur învățător. În comună se găseau 3 biserici.
Satul Gropșani așezat fiind în partea inferioară a Piemontului Getic, are un relief ușor vălurit, străbătut de pârâiele Gemărtălui și Horezu, care fac parte din bazinul hidrografic al Oltețului.
În prezent satul Gropșani face parte din comuna Vulpeni, fiind așezat la o distanță de 5  km de reședința localității.